# 搖滾黑幫
《搖滾黑幫》（英語：RocknRolla）是一部2008年英國、美國和法國合拍的動作喜劇犯罪片，由蓋·瑞奇執導、監製和編劇，傑瑞德·巴特勒、湯姆·威爾金森、譚蒂·紐頓、馬克·史壯、伊卓瑞斯·艾巴、湯姆·哈迪、托比·凱貝爾、傑瑞米·皮文及路達克里斯主演。講述當俄羅斯黑幫組織來到英國精心策劃一項土地內線交易時，一筆數百萬歐元遭人搶走，整個倫敦逐漸成為在地幫派及外國勢力的爭鋒地。《搖滾黑幫》於2008年9月5日在英國上映，上映首週拿下英國票房冠軍。影評界反響褒貶不一。隨著時間推進，電影取得邪典電影的地位。

## 劇情
在倫敦，幫派大老闆連尼·柯恩統治著不斷發展的房地產業務，利用腐敗的議員官商勾結，再讓他的得力助手艾契處理這些骯髒事。俄國富翁商人尤瑞·奧莫維奇像要在此進行一場土地開發交易，這成為倫敦的所有業內人士盯上的目標，尤其是尤瑞信任的會計師史黛拉，以及一個由罪犯「一二」及他的搭檔「曼波」和他們的司機「帥哥巴布」組成的流氓團體「野男孩」（The Wild Bunch）。
尤瑞同意連尼的700萬歐元價格，以買通市府發放開發許可證。作為信任的象徵，他還借給連尼自己的「幸運畫」。但在轉移資金時，史黛拉雇用野男孩來偷錢。且連尼方面也發生了麻煩，他的癮君子、搖滾歌手兼繼子強尼·奎德在詐死前偷了這幅畫。連尼和艾契威脅強尼的經紀人羅曼和米奇找出強尼。在一個派對中，帥哥巴布接近史黛拉的同性戀律師丈夫，以得到犯罪圈子中一名長期存在的未知的告密者身份，這名告密者害巴布差點被判處五年監禁。
尤瑞再次為了轉移資金並逃稅而找上史黛拉，同時深深地迷上對方。當他的錢再度被野男孩劫走時，尤瑞的助手維克多說服他，搶案可能是連尼所為，對方疑似企圖侵占尤瑞的幸運畫。然後，尤瑞和維克多高爾夫球場上狠狠地打斷連尼的腿來警告他。兩名毒蟲從強尼那偷走了畫，後被名為餅乾的野男孩友人買下，餅乾再將這幅畫送給一二；一二則在與史黛拉上床後將畫送給女方。史黛拉離開他的公寓後，一二遭兩名前來復仇的俄國黑幫制服，對方在尤瑞的錢被搶後持續追蹤著野男孩。直到艾契等人前來救了一二並綁走他。
尤瑞想娶自己很敬佩的史黛拉，但當他進到對方的房子時看到了自己的幸運畫，史黛拉則撒謊說自己持有這畫很多年。尤瑞認為史黛拉背叛自己而生氣地命令維克多殺了她。
艾契將強尼、羅曼、米奇和野男孩三人帶到連尼的倉庫，連尼下令處決強尼而使對方和羅曼、米奇被手下帶下電梯。連尼威脅凌遲野男孩，除非他們放棄偷來的錢。帥哥巴布及時向艾契提供了與告密者有關的文件。艾契認為文件中的名為「薛尼·蕭」（Sidney Shaw）的告密者化名即是連尼。原來連尼串通警察多次定期例行鎖定許多犯罪份子（包括野男孩們和艾契），以確立其在黑社會中的地位，並確保自己的自由。艾契命令下屬放走野男孩，並將連尼丟入池子中淹死且餵食螯蝦。
在電梯中，強尼向羅曼和米奇解釋說，他們也將被殺死，不留下任何證人，並詳細描述處決他們的方式。這使處決三人的兩名人員感到不安，促使他們過早採取行動。強尼三人殺死了他們並槍殺在上方等待的連尼手下，最後在一二、曼波和巴布的幫助下逃脫。
後來，艾契協助強尼戒毒，並從尤瑞那得到那幅幸運畫作為歡迎禮物，尤瑞為此「失去了一條胳膊和一條腿」，暗示他已死亡。強尼宣稱，重獲新生的自己做他以前做不到的事情：「當真正的搖滾黑幫」。片尾的字卡顯示：「強尼、艾契和野男孩都將重返《搖滾黑幫續集》（The Real RocknRolla）」。

## 演員

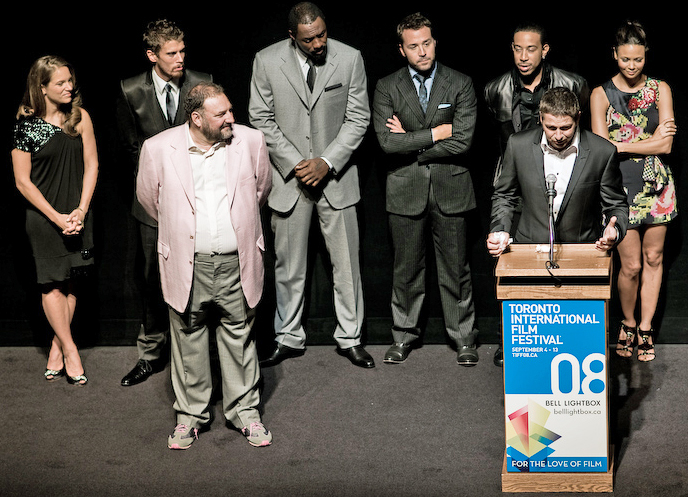
演員們出席2008年多倫多國際影展。

- 傑瑞德·巴特勒飾演一二（One-Two）
- 湯姆·威爾金森飾演連尼·柯恩（Lenny Cole）
- 譚蒂·紐頓飾演史黛拉（Stella）
- 馬克·史壯飾演艾契（Archy）
- 伊卓瑞斯·艾巴飾演曼波（Mumbles）
- 湯姆·哈迪飾演帥哥巴布（Handsome Bob）
- 托比·凱貝爾飾演強尼·奎德（Johnny Quid）
- 卡瑞爾·羅登飾演尤瑞·奧莫維奇（Uri Omovich）
- 德拉甘·米卡諾維奇（英语：Dragan Mićanović）飾演維克多（Victor）
- 大衛·巴克-瓊斯（英语：David Bark-Jones）飾演博蒂（Bertie）
- 麥特·金（英语：Matt King (comedian)）飾演餅乾（Cookie）
- 杰玛·阿特登飾演瓊（June）[5]
- 傑瑞米·皮文飾演羅曼（Roman）
- 路達克里斯飾演米奇（Mickey）
- 吉米·米斯垂飾演議員
- 諾索·安諾茲飾演坦克（Tank）
- 傑米·坎貝爾·鮑爾飾演洛克（Rocker）[6]
- 艾力克斯·科瓦斯（Alex Kovas）和馬里歐·瓦斯尼亞基（Mario Woszcycki）飾演車臣（Chechnyan）

## 製作
2007年5月，導演蓋·瑞奇宣布將製作《搖滾黑幫》，由他自己的托夫蓋伊影業（Toff Guy Films）、喬·西佛的黑暗城堡娱乐和法國公司頻道製片公司製作，華納兄弟發行。接下來的六月，瑞奇找齊演員陣容，並於2007年6月19日在倫敦開始拍攝。白金漢郡的斯托克公園俱樂部被用於片中的草地網球場，以及21號果嶺上進行的高爾夫球場會談。
瑞奇原本打算找回先前時常合作的傑森·史塔森，但後這因工作檔期衝突而作罷。

## 反響

### 評價
電影在影評界口碑兩極分化，普遍批評類似的故事以前早已用過（如《偷拐搶騙》），而劇本和執導方向以及史壯、巴特勒和凱貝爾的表演受到稱讚。在評論匯總媒體爛番茄上根據147條評論，電影新鮮度達60%，平均評分為5.98／10；該網站共識：「蓋·瑞奇重返關於倫敦佬太保黑幫片起點好壞參半，但大家都同意這是繼兩部劣質作之後朝著正確方向邁出的一步。」Metacritic網站根據28位影評人而獲得53分（滿分100），象徵「評價兩極」。

### 票房
《搖滾黑幫》在英國上映首週登上當週票房冠軍。電影在全球總收入達2574萬美元，與預算1800萬美元相比，收益不高。

## 未來
譚蒂·紐頓表示，如果電影反應夠好，瑞奇希望將《搖滾黑幫》拍成三部曲。在電影的結尾，有張「強尼、艾契和野男孩都將重返《搖滾黑幫續集》」的字卡。根據評論音軌和對瑞奇的採訪，第二部電影已經編寫完畢，正在等待製片方的批准。
當被問及續集時，瑞奇在2011年的一次《福爾摩斯2：詭影遊戲》的宣傳中說：「你知道，我花了很多時間思考它！一份很棒的劇本，喬·西佛想付錢給我做，但直到現在我們還沒有時間，它就在那，我們都想做，問題是何時去處理。所以我們拭目以待。」他還提到，只要華納兄弟不斷向他拋出像是《福爾摩斯》（2009年）和《紳士密令》（2015年）這樣的大片，那可能不會很快製作。

## 外部連結
- 互联网电影数据库（IMDb）上《搖滾黑幫》的资料（英文）
- AllMovie上《搖滾黑幫》的资料（英文）
- Box Office Mojo上《搖滾黑幫》的資料（英文）
- 爛番茄上《搖滾黑幫》的資料（英文）
- 豆瓣电影上《搖滾黑幫》的資料 （简体中文）